# John Rulon-Miller
John Rulon-Miller (ur. w 1939, zm. 22 kwietnia 2022) – amerykański kierowca wyścigowy.

## Kariera
Rulon-Miller rozpoczął karierę w międzynarodowych wyścigach samochodowych w 1974 roku od startów w German Racing Championship, gdzie jednak nie zdobywał punktów. W latach 1975-1978 Amerykanin startował w 24-godzinnym wyścigu Le Mans. W 1976 odniósł zwycięstwo w klasie IMSA.